# Touch Me in the Morning (альбом)
Touch Me in the Morning (с англ. — «Прикоснись ко мне утром») — четвёртый сольный студийный альбом американской певицы Дайаны Росс, выпущенный 22 июня 1973 года на лейбле Motown Records. Пластинка была создана при участии множества различных авторов и продюсеров. Кроме того, Росс самостоятельно спродюсировала два трека. Диск стал первым опытом сотрудничества с композитором и продюсером Майклом Массером, впоследствии он принял непосредственное участие во многих успешных работах певицы.
Запись получила преимущественно положительные отзывы критиков, которые отмечали взросление Росс как исполнительницы, а также отход от привычного соула. Коммерчески она также была успешной, поднявшись в первую пятёрку чартов США и Канады. В Великобритании она смогла занять седьмое место в национальном рейтинге альбомов и получила «золотой статус» от Британской ассоциации производителей фонограмм. Заглавный трек LP, выпущенный в качестве лид-сингла занял первое место в Billboard Hot 100 и разошёлся тиражом в полтора миллиона копий.

## Предыстория
В 1972 году на широкий экран вышла лента «Леди поёт блюз» о судьбе прославленной блюзовой певицы Билли Холидей, роль которой исполнила Дайана Росс. Из-за занятости на съёмках в фильме, а также записи саундтреков к нему, у певицы не оставалось времени для подготовки новых песен, а выпускаемые Motown синглы не имели успеха — в итоге популярность певицы в чартах с текущим материалом сходила на нет. Это не могло не беспокоить шефа Motown Берри Горди, который был заинтересован в популярности главной дивы лейбла, он жаждал заполучить новый хит. Сама Росс также признавалась, что переживала из-за того, что у неё не было хитов, а также волновалась, что картина, в случае разгрома со стороны критиков, может и вовсе потопить её кинокарьеру. В таких обстоятельствах она остро нуждалась в пробивной песне, такой как «Ain’t No Mountain High Enough», чтобы подстраховаться на музыкальном поприще.

## Процесс создания
Для работы над новым материалом был приглашён Рон Миллер, который в 1960-е годы уже работал в качестве продюсера с группой The Supremes, а также рядом других артистов Motown. В то же время креативный помощник Горди Сюзанн де Пасс познакомилась с начинающим композитором Майклом Массером, которому предложила написать для Росс песню. Спустя несколько недель Массер принёс в Motown несколько своих сочинений, все они Горди посчитал достаточно сильными и передал их для работы текстовику Миллеру. Он практически сразу придумал название «Touch Me in the Morning», но процесс написания самой песни был долгим: автор хотел показать Росс с новой стороны — современной женщиной 1970-х годов с либеральными взглядами на свою сексуальность, которая могла бы указать мужчине на дверь, а не наоборот. По его мнению, певица и была такой. Кроме того, Миллер решил отойти от традиционного соула и ритм-н-блюза в сторону поп-музыки, чтобы увеличить шансы на получение хита, который будет популярен среди широкой публики. Горди был доволен итоговым результатом, однако Росс думала иначе: «Это обычный альбомный трек, хитом он не станет никогда». В целом атмосфера во время записи была напряжённой. Певица имела своё видение песни, и до последнего спорила с авторами по поводу тональности и исполнения. Также, по мнению Миллера, Росс уже видела себя серьёзной актрисой с большим будущим и записывала эту «глупую» песню только потому, что так велел Горди.
На время премьерных показов «Леди поёт блюз» сессии прервались. И хотя фильм был встречен смешанными отзывами, критики хвалили игру Росс. Впоследствии она даже получила номинацию на премию «Оскар» как лучшая актриса, но уступила Лайзе Миннелли. В конце концов проигрыш стал для Росс большим ударом, поскольку многие считали, что статуэтка уже в неё в руках. После церемонии она много плакала, несколько дней провела в постели и с радостью улетела в европейское турне для продвижения фильма, чтобы избежать вопросов американских журналистов о том, как она себя чувствует после упущенного приза. По возвращении она сосредоточилась на раскрутке саундтрека к фильму, который достиг вершины альбомного чарта журнала Billboard. Таким образом, до поры до времени работа над новым студийником утратила свою приоритетность.
Весной 1973 года Росс вернулась в студию звукозаписи. После нескольких десятков попыток, наконец, была записана песня «Touch Me in the Morning» и выпущена синглом в мае. Началась запись целого альбома. В записи участвовали различные авторы, аранжировщики и продюсеры, включая Майкла Рэндалла, Дика Ричардса и Гила Аски. В одном интервью Росс рассказала, что одна из причин, по которой было привлечено так много музыкантов, заключалась в том, что она хотела дать шанс молодым сотрудникам Motown проявить себя — с признанным артистом у них было больше шансов на успех, и они могли бы увидеть свой потенциал таким образом. Это был первый проект, в котором Росс впервые выступила в качестве музыкального продюсера (песни «Imagine» и «Brown Baby / Save the Children»), поскольку всегда хотела заниматься всеми аспектами музыки, а не только пением. Вскоре участие нескольких продюсеров в записи одной пластинки стало нормой для Motown, и это контрастировало с ситуацией на лейбле в шестидесятые, когда находящиеся в постоянных гастролях артисты врывались в студию, записывали свой вокал на подготовленных треках за минимальное количество дублей и сразу же возвращались в турне. В самый расцвет эпохи альбомов, когда создание тщательно продуманных записей стало важным в индустрии, продолжать подобную практику было рискованно, поскольку вряд ли могло привлечь новых поклонников или, в случае Росс, сохранить тех, кого она завоевала благодаря своей роли в фильме.
Помимо новых композиций, созданных специально для данного LP, был использован ряд архивных наработок. В 1972 году певица начала запись концептуального диска с предполагаемым названием To the Baby (с англ. — «Для малыша»). Росс, будучи беременной, решила создать альбом о своих переживаниях, связанных с ожиданием ребенка. Она записала, помимо прочего, каверы на «The First Time Ever I Saw Your Face» Роберты Флэк, «Got to Be There» Майкла Джексона и песню, посвящённую материнству «A Wonderful Guest». Именно из этого нереализовавшегося проекта в новый полноформатник перекочевали такие песни как «Brown Baby» Оскара Брауна, «My Baby (My Baby My Own)», «Imagine» Джона Леннона и «Save the Children» Марвина Гэя. Кроме этого, в ходе сессий для Touch Me in the Morning были записаны песни «All of My Life», «I Won’t Last a Day Without You» (которая спустя год стала хитом для The Carpenters), а также кавер-версия The Fifth Dimension «Leave a Little Room». «Little Girl Blue» Ричарда Роджерса была впервые записана Росс в 1972 году. Она, в свою очередь, предназначалась для ещё одного забракованного проекта того периода, блюзового альбома, который был записан, и должен был закрепить успех фильма и саундтрека, однако был положен в долгий ящик, и его релиз состоялся только в 2006 году под названием Blue.

## Выпуск
Ведущим синглом с лонгплея стала заглавная песня. Он поступил в продажу в мае 1973 года и дебютировал в «горячей сотне» журнала Billboard спустя месяц, а в августе добрался до вершины списка. Это был второй сольный хит номер один для певицы и четырнадцатый в целом, если учитывать синглы The Supremes. По итогам года он стал десятым самым популярным поп-синглом. Общие продажи сингла перешагнули отметку в полтора миллиона копий. И хотя в Motown рассматривали возможность выпуска «We Need You» в США в качестве следующего сингла и включили песню в рекламу альбома на радио, релиз так и не состоялся. Лейбл певицы решил сосредоточиться на раскрутке её новых альбомов: дуэте с Марвином Гэем под названием Diana & Marvin и следующем студийнике Last Time I Saw Him. В то же время для британского рынка, где Росс гастролировала в этот период, 30 ноября вышла ещё одна семидюймовка с Touch Me in the Morning — «All of My Life». Она, как и заглавная композиция, достигла девятого места в UK Singles Chart.
Премьера альбома состоялась 22 июня 1973 года. На родине певицы он стартовал с 117-го места в чарте Top LP’s & Tape и спустя полтора месяца достиг пика на пятом месте, что стало лучшим результатом для сольных студийных альбомов Росс выпущенных к тому моменту. В профильном соул-чарте пластинка заняла первое место. В Австралии диск достиг первой двадцатки, в Канаде стал пятым, а Великобритании — седьмым. В августе 1973 года в Соединённом Королевстве лонгплей стал обладателем серебряного статуса, в мае следующего года получил золотой.

## Продвижение
В сентябре того же года для продвижения пластинки Росс отправилась в тур по Европе. Она выступила в Западной Германии, Дании, Италии, Нидерландах и Франции. В Великобритании, где она не появлялась с момента ухода из The Supremes, певица также дала свои первые сольные концерты. Три выступления в лондонском «Королевском Альберт-холле» прошли при полных аншлагах. Рецензенты дали положительные отзывы шоу, отметив вокальные данные, профессионализм и обаяние Росс, в то же время некоторые номера подверглись критике за постановку и излишний гламур.

## Отзывы и признание
| Оценки критиков               | Оценки критиков |
| Источник                      | Оценка          |
| ----------------------------- | --------------- |
| AllMusic                      | [ 1 ]           |
| All Music Guide to Soul       | [ 30 ]          |
| Christgau’s Record Guide      | (C)             |
| Encyclopedia of Popular Music | [ 32 ]          |
| MusicHound                    | [ 33 ]          |
| The Rolling Stone Album Guide | [ 34 ]          |

Обозреватель американского журнала Billboard заявил, что общий тон этого сборника красивых мелодий — нежность, а голос Росс — главный инструмент достижения этой атмосферы. Среди лучших треков он выделил «Leave a Little Room», «I Won’t Last a Day Without You», «Touch Me in the Morning». В ревью Cash Box заключили, что Росс выросла в одну из лучших вокалисток современности, представляя «совершенно потрясающую коллекцию нежного, очень мелодичного материала». В канадском еженедельнике RPM также обратили внимание на атмосферу альбома, отметив, что она идеально соответствует формату MOR, который отличается мелодичностью, использует приёмы вокальной гармонии и лёгкие оркестровые аранжировки. Композиция же «Imagine», исполненная и спродюсированная Росс, по мнению автора, демонстрирует новые грани её таланта Обозревая альбом для Melody Maker, Ричард Уильямс отметил неравномерность пластинки: первая сторона с «трогательными» «Touch Me in the Morning» и «We Need You» и «тёплыми и нежными» «All of My Life» и «Leave a Little Room» продюсерства Майкла Рэндалла пришлись ему по душе, а вот вторая сторона с «Imagine» с «незапоминающейся» аранжировкой и «вялое и затянутое» медленное «Brown Baby / Save the Children», по его мнению, совсем другой случай. Однако автор написал, в этих песнях ей всё равно удаётся доказать то, чего от неё не ожидали, — теперь она, благодаря своему недавнему актёрскому опыту, стала певицей с драматическим талантом и самоконтролем, далёкой от прямолинейности в прошлых работах. В издании Record World написали: «Леди сменила блюз Билли на волнующую смесь новых и стандартных мелодий, искусно оформленную и пронизанную утонченным стилем мисс Росс». Питер Райли в статье для журнала Stereo Review написал, что впервые на записи Росс отсутствует тот намёк на неловкость и нота неуверенности, которые отличали её работу с первых дней с The Supremes — здесь она с уверенностью воплощает «очарование и волнение», и делает это исключительно с помощью своего вокала. Райли также отметил, что раньше он воспринимал Росс лишь как гламурную участницу девичьей группы с карикатурной причёской. Однако после прослушивания этой пластинки его мнение изменилось. По его словам, певица способна интерпретировать материал с тонким чувством и актёрским мастерством. В журнале Disc Макл Бентон назвал альбом «потрясающе красивым».
В ретроспективном обзоре для AllMusic Стивен Томас Эрлевайн отметил, что это «величественный и изящный, но не слащавый, мягкий и соблазнительный, но не лишённый души альбом», в котором Росс отходит от ритм-н-блюза в сторону современной музыки для взрослых — звучание, подходящее для такой разносторонней и многожанровой звезды. Райан Дейли из New Musical Express, комментируя альбом, отметил, что после кинокарьеры Росс вернулась к тому, что у неё получалось лучше всего — к музыке, которая способна покорять мир, и c Touch Me in the Morning она смогла раскрыть своё мастерство.
На 16-й церемонии «Грэмми» Росс получила номинацию за лучшее женское вокальное поп-исполнение за «Touch Me in the Morning», но уступила награду Роберте Флэк с её «Killing Me Softly with His Song». Кроме того, Том Бэрд был номинирован как лучший аранжировщик за эту песню.

## Список композиций

### Оригинальный релиз
| №                   | Название                                  | Автор(ы)                                                            | Длительность |
| ------------------- | ----------------------------------------- | ------------------------------------------------------------------- | ------------ |
| 1.                  | «Touch Me in the Morning»                 | Майкл Массер, Рон Миллер                                            | 3:15         |
| 2.                  | «All of My Life»                          | Майкл Рэндалл                                                       | 3:38         |
| 3.                  | «We Need You»                             | Дик Ричардс                                                         | 3:43         |
| 4.                  | «Leave a Little Room»                     | Майкл Рэндалл                                                       | 3:32         |
| 5.                  | «I Won’t Last a Day Without You»          | Роджер Николс, Пол Уильямс                                          | 3:48         |
| 6.                  | «Little Girl Blue»                        | Ричард Роджерс, Лоренц Харт                                         | 3:58         |
| 7.                  | «My Baby (My Baby, My Own)»               | Том Бэрд                                                            | 2:45         |
| 8.                  | «Imagine»                                 | Джон Леннон                                                         | 3:02         |
| 9.                  | «Brown Baby / Save the Children» (Medley) | Том Бэрд / Реналдо Бенсон, Оскар Браун мл., Эл Кливленд, Марвин Гэй | 8:16         |
| Общая длительность: | Общая длительность:                       | Общая длительность:                                                 | 35:57        |

### Переиздание 2010 года
В 2010 году компания Hip-O Select выпустила расширенное двухдисковое издание альбома, которое включает в себя обновлённую версию оригинального LP, ранее не издававшиеся миксы и альтернативные версии, а также две песни, записанные в то же время: «Kewpie Doll», написанная и спродюсированная Смоки Робинсоном, и «When We Grow Up» из детского развлекательного проекта 1972 года Free to Be… You and Me Марло Томас.
Второй диск расширенного издания содержит весь ранее не издававшийся альбом To the Baby, в который вошли кавер-версии на песни Майкла Джексона «Got to Be There», Роберты Флэк «The First Time Ever I Saw Your Face» и оригинальная заглавная песня, написанная братом Дайаны Артуром Россом. В него также входит состоящее из двух песен попурри «Imagine / Save the Children», которые были разделены для Touch Me in the Morning, и альтернативные оригинальные миксы песен, включая «Young Mothers», которые ранее были выпущены в 1983 году.
| №                   | Название                                         | Автор(ы)                                                            | Длительность |
| ------------------- | ------------------------------------------------ | ------------------------------------------------------------------- | ------------ |
| 1.                  | «Touch Me in the Morning»                        | Майкл Массер, Рон Миллер                                            | 3:53         |
| 2.                  | «All of My Life»                                 | Майкл Рэндалл                                                       | 3:32         |
| 3.                  | «We Need You»                                    | Дик Ричардс                                                         | 3:44         |
| 4.                  | «Leave a Little Room»                            | Майкл Рэндалл                                                       | 3:38         |
| 5.                  | «I Won’t Last a Day Without You»                 | Роджер Николс, Пол Уильямс                                          | 3:50         |
| 6.                  | «Little Girl Blue»                               | Ричард Роджерс, Лоренц Харт                                         | 4:00         |
| 7.                  | «My Baby (My Baby, My Own)»                      | Том Бэрд                                                            | 2:45         |
| 8.                  | «Imagine»                                        | Джон Леннон                                                         | 3:02         |
| 9.                  | «Brown Baby / Save the Children» (Medley)        | Том Бэрд / Реналдо Бенсон, Оскар Браун мл., Эл Кливленд, Марвин Гэй | 8:22         |
| 10.                 | «Touch Me in the Morning» (Alternate Version #1) | Майкл Массер, Рон Миллер                                            | 4:00         |
| 11.                 | «All of My Life» (Alternate Mix)                 | Майкл Рэндалл                                                       | 3:41         |
| 12.                 | «We Need You» (Alternate Mix)                    | Дик Ричардс                                                         | 3:35         |
| 13.                 | «Leave a Little Room» (Alternate Mix)            | Майкл Рэндалл                                                       | 3:37         |
| 14.                 | «Touch Me in the Morning» (Alternate Version #1) | Майкл Массер, Рон Миллер                                            | 5:32         |
| Общая длительность: | Общая длительность:                              | Общая длительность:                                                 | 57:11        |

| №                   | Название                                                          | Автор(ы)                                                               | Длительность |
| ------------------- | ----------------------------------------------------------------- | ---------------------------------------------------------------------- | ------------ |
| 1.                  | «Part of You»                                                     | Том Бэрд                                                               | 2:51         |
| 2.                  | «A Wonderful Guest»                                               | Том Бэрд                                                               | 3:40         |
| 3.                  | «Young Mothers» (Alternate Version)                               | Том Бэрд, Кэй Лоуренс Данэм                                            | 3:16         |
| 4.                  | «The First Time Ever I Saw Your Face»                             | Эван Макколл                                                           | 3:46         |
| 5.                  | «Got to Be There»                                                 | Эллиот Вилленски                                                       | 3:08         |
| 6.                  | «To the Baby»                                                     | Артур Росс, Леон Уэйр                                                  | 2:34         |
| 7.                  | «Brown Baby» (Alternate Version)                                  | Том Бэрд                                                               | 4:38         |
| 8.                  | «My Baby (My Baby, My Own)» (Alternate Version)                   | Том Бэрд                                                               | 3:03         |
| 9.                  | «Turn Around» (Alternate Version)                                 | Аллан Грини, Гарри Белафонт, Мальвина Рейнольдс                        | 2:36         |
| 10.                 | «Imagine / Save the Children» (Original Edit / Alternate Version) | Джон Леннон / Реналдо Бенсон, Оскар Браун мл., Эл Кливленд, Марвин Гэй | 7:15         |
| 11.                 | «Kewpie Doll»                                                     | Уильям Робинсон                                                        | 4:07         |
| 12.                 | «When We Grow Up» (From Free to Be… You and Me)                   | Шелли Миллер, Стивен Лоуренс                                           | 2:09         |
| Общая длительность: | Общая длительность:                                               | Общая длительность:                                                    | 43:03        |

## Участники записи
- Дайана Росс — вокал, аранжировка (диск 1 — трек 8), продюсер (1—8, 1—9, 2—5)
- Том Бэрд — аранжировка (1—1, 1—7, 1—9), продюсер (1—1, 1—7, 2—1, 2—2, 2—3, 2—6, 2—9)
- Джин Пейдж — аранжировка (1—1, 1—5, 1—9)
- Майкл Рэндалл — аранжировка (1—2, 1—4), продюсер (1—2, 1—4)
- Джеймс Кармайкл[англ.] — аранжировка (1—3)
- Джон Балер[англ.] — аранжировка (1—5)
- Гил Аски — аранжировка (1—6), продюсер (1—6, 2—4)
- Стивен Лоуренс[англ.] — аранжировка (2—12), дирижёр (2—12), продюсер (2—12)
- Майкл Массер — продюсер (1—1)
- Дик Ричардс — продюсер (1—3)
- Мел Ларсон — продюсер (1—5)
- Генри Косби[англ.] — продюсер (2—11)
- Смоки Робинсон — продюсер (2—11)
- Терри Джонсон[англ.] — продюсер (2—11)

Все данные взяты из примечаний к переизданию альбома.

## Чарты
| Чарт (1973)                        | Высшая позиция |
| ---------------------------------- | -------------- |
| Австралия (Kent Music Report)      | 20             |
| Великобритания (UK Albums Chart)   | 7              |
| Канада (RPM 100 Albums)            | 5              |
| США (Billboard Top LP’s & Tape)    | 5              |
| США (Billboard Top Soul LP’s)      | 1              |
| США (Cash Box Top 100 Albums)      | 3              |
| США (Record World The Album Chart) | 3              |
| США (Record World The R&B Chart)   | 2              |

| Чарт (1973)                        | Позиция |
| ---------------------------------- | ------- |
| США (Billboard Top Soul Albums)    | 32      |
| США (Billboard Top Popular Albums) | 97      |
| США (Cash Box Top 100 Albums)      | 53      |

## Сертификации
| Регион                                                      | Сертификация | Продажи  |
| ----------------------------------------------------------- | ------------ | -------- |
| Великобритания (BPI)                                        | Золотой      | 100 000^ |
| ^ Данные о тиражах приведены только на основе сертификации. |              |          |